# Ocoita
Ocoita – rodzaj kosarzy z podrzędu Laniatores i rodziny Agoristenidae. Gatunkiem typowym jest Ocoita mina.

## Występowanie
Przedstawiciele rodzaju występują w Wenezueli.

## Systematyka
Opisano dotychczas tylko 2 gatunki:
- Ocoita mina González-Sponga, 1987
- Ocoita tapipensis González-Sponga, 1987 (= Ocoita servae González-Sponga, 1987)